# Handball-DDR-Meisterschaft 1958/59
In der Handball-Saison 1958/59 wurden die DDR-Meister im Hallenhandball und im Feldhandball sowohl bei den Männern als auch beiden Frauen ermittelt.

## Männer

### Hallen-Meisterschaft (Männer)
Wegen der im Frühjahr stattgefundenen Handball-Weltmeisterschaft wurde die DDR-Hallen-Meisterschaft verkürzt nur mit acht Punktspielrunden zwischen Dezember 1958 und Februar 1959 an neutralen Spielorten durchgeführt. Unter anderem wurde in den Hallen der Handballzentren von Ost-Berlin, Leipzig, Magdeburg und Rostock, aber auch in kleinen Hallen wie in Bad Blankenburg, Radebeul, Döbeln und Oederan gespielt. Es nahmen 18 Mannschaften verteilt auf zwei Staffeln teil, darunter vier Neulinge.

#### Abschlusstabellen
| Pl. | Mannschaft                        | Sp | S | U | N | Tore    | Punkte |
| 1.  | SC DHfK Leipzig (N)               | 8  | 8 | 0 | 0 | 196:109 | 16:0   |
| 2.  | SC Empor Rostock (M)              | 8  | 7 | 0 | 1 | 172:107 | 14:2   |
| 3.  | SC Dynamo Berlin                  | 8  | 5 | 1 | 2 | 194:126 | 11:5   |
| 4.  | SC Aufbau Magdeburg               | 8  | 4 | 1 | 3 | 131:118 | 9:7    |
| 5.  | SG Dynamo Leipzig                 | 8  | 3 | 1 | 4 | 134:119 | 7:9    |
| 6.  | BSG Lokomotive Rangsdorf          | 8  | 3 | 1 | 4 | 131:174 | 7:9    |
| 7.  | BSG Motor Rostock (N)             | 8  | 3 | 0 | 5 | 134:157 | 6:10   |
| 8.  | TSC Oberschöneweide (A)           | 8  | 0 | 1 | 7 | 110:189 | 1:15   |
| 9.  | BSG Lokomotive Luckenwalde (N, A) | 8  | 0 | 1 | 7 | 101:204 | 1:15   |

| Pl.                                                            | Mannschaft                       | Sp | S | U | N | Tore    | Punkte |
| 1.                                                             | BSG Motor Gohlis-Nord            | 8  | 7 | 0 | 1 | 167:105 | 14:2   |
| 2.                                                             | BSG Lok SO Magdeburg             | 8  | 7 | 0 | 1 | 136:110 | 14:2   |
| 3.                                                             | SC Lokomotive Leipzig            | 8  | 6 | 1 | 1 | 150:101 | 13:3   |
| 4.                                                             | ASK Vorwärts Berlin              | 8  | 5 | 0 | 3 | 176:115 | 10:6   |
| 5.                                                             | BSG Lokomotive Gera              | 8  | 3 | 1 | 4 | 146:150 | 7:9    |
| 6.                                                             | BSG Motor Eisenach               | 8  | 3 | 1 | 4 | 140:144 | 7:9    |
| 7.                                                             | BSG Stahl Krauschwitz            | 8  | 1 | 2 | 5 | 116:153 | 4:12   |
| 8.                                                             | BSG Aufbau Börde Magdeburg (N,A) | 8  | 1 | 1 | 6 | 115:158 | 3:15   |
| 9.                                                             | BSG Chemie Meißen (A)            | 8  | 0 | 0 | 8 | 104:214 | 0:16   |
| um Platz 1: BSG Motor Gohlis Nord – BSG Lok SO Magdeburg 15:14 |                                  |    |   |   |   |         |        |

#### Endspiel
Das Endspiel um die Meisterschaft der Männer im Hallenhandball wurde am 28. Februar 1959 vor 3.000 Zuschauern in der Magdeburger Hermann-Gieseler-Halle ausgetragen.
| SC DHfK Leipzig -BSG Motor Gohlis-Nord 20:13 (11:7) |

- SC DHfK: Horst Dietrichkeit, Böhme (Tor) – Paul Tiedemann (5), Klaus Langrock, Reinhardt Geißler (1), Otto Hölke (1), Reiner Leonhardt (2), Siegfried Warm, Erwin Kaldarasch (4), Klaus Miesner (3), Horst Quednau (4).
- BSG Motor: Ulrich, Gräf (Tor) – Wolfgang Niescher (6), Verges, Lindner, Reske (1), Martin (3), Horst Pahlitzsch (2), Drescher, Fuß (1), Fiedler.

In dem rein Leipziger Finale bestimmten die Studenten der DHfK von Anfang an das Spiel. Angetrieben von Paul Tiedemann legten sie über die gesamte Spielzeit ein Tempo vor, dem die BSG-Spieler nicht gewachsen waren. Zudem glänzten die DHfK-Akteure mit ausgefeilter Technik, die sie zu verwirrenden Kombinationen nutzten. In der Abwehr bildeten sie einen elastischen Abwehrriegel, hinter dem sie sich auf ihren sicheren Torwart verlassen konnten, der auch zwei Siebenmeter abwehren konnte. Die Gohliser, die in der Anfangsphase zweimal in Führung lagen, waren danach in ihrer Spielanlage zu langsam und konnten auch konditionell nicht mithalten. (Neues Deutschland, 2. März 1959, S. 4)

### Feldhandball-Meisterschaft (Männer)
Im Gegensatz zur Hallenmeisterschaft spielten um den Titel im Feldhandball zwischen April und Juli 1959 nur 16 Mannschaften, ebenfalls in zwei Staffeln aufgeteilt. Es wurden wieder wie üblich Hin- und Rückspiele ausgetragen, um den Meistertitel spielten die beiden Staffelsieger. Die jeweils beiden letzten Mannschaften mussten absteigen. Als Titelverteidiger ging Motor Eisenach ins Rennen, Dynamo Halle und Traktor Lommitzsch waren die Neulinge im Meisterschaftsrennen.

#### Abschlusstabellen
| Pl.                                                     | Mannschaft                     | Sp | S  | U | N  | Tore     | Punkte |
| 1.                                                      | ASK Vorwärts Berlin            | 14 | 12 | 0 | 2  | 221:156  | 24:4   |
| 2.                                                      | SC DHfK Leipzig                | 14 | 11 | 1 | 2  | 214:172  | 23:5   |
| 3.                                                      | SC Empor Rostock               | 14 | 10 | 0 | 4  | 153:117  | 20:8   |
| 4.                                                      | BSG Motor Gohlis-Nord          | 14 | 7  | 0 | 7  | 1979:173 | 14:14  |
| 5.                                                      | BSG Lok Südost Magdeburg       | 14 | 5  | 2 | 7  | 140:154  | 12:16  |
| 6.                                                      | SG Dynamo Halle (N)            | 14 | 3  | 1 | 10 | 142:168  | 7:21   |
| 7.                                                      | BSG Motor Südost Magdeburg (A) | 14 | 3  | 1 | 10 | 130:178  | 7:21   |
| 8.                                                      | BSG ZAB Dessau (A)             | 14 | 2  | 1 | 11 | 131:192  | 5:23   |
| um Platz 6: Dynamo Halle – BSG Motor SO Magdeburg 15:11 |                                |    |    |   |    |          |        |

| Pl. | Mannschaft                   | Sp | S  | U | N  | Tore    | Punkte |
| 1.  | SC Dynamo Berlin             | 14 | 14 | 0 | 0  | 250:139 | 28:0   |
| 2.  | BSG Motor Eisenach (M)       | 14 | 10 | 1 | 3  | 176:132 | 21:7   |
| 3.  | SC Aufbau Magdeburg          | 14 | 8  | 0 | 6  | 192:158 | 16:12  |
| 4.  | SC Lokomotive Leipzig        | 14 | 8  | 0 | 6  | 174:166 | 16:12  |
| 5.  | BSG Stahl Calbe              | 14 | 5  | 2 | 7  | 174:182 | 12:16  |
| 6.  | BSG Stahl Krauschwitz        | 14 | 4  | 2 | 8  | 165:212 | 10:16  |
| 7.  | SG Dynamo Leipzig (N,A)      | 14 | 2  | 1 | 11 | 123:180 | 5:23   |
| 8.  | BSG Traktor Lommatzsch (N,A) | 14 | 2  | 0 | 12 | 152:237 | 4:24   |

#### Endspiel
Am 9. August 1959 fand im Cottbuser Max-Reimann-Stadion vor 7.000 Zuschauern das Endspiel um die DDR-Meisterschaft im Feldhandball der Männer statt.
| ASK Vorwärts Berlin – SC Dynamo Berlin 17:13 (9:4) |

Während es im Hallen-Finale zu einem Leipziger Städteduell gekommen war, kämpften im Feldhandball mit dem ASK und dem SC Dynamo zwei Ost-Berliner Mannschaften um den Meistertitel. Als Favorit wurden allgemein die Polizisten des SC Dynamo angesehen, der bereits 1956 und 1957 Meister geworden war. Die Armeehandballer standen dagegen zum ersten Mal in einem Handballfinale. Sie bestimmten aber von Beginn an mit ihrem druckvollen Angriffsspiel das Geschehen und hatten schon zur Pause einen Fünf-Torevorsprung herausgeschossen. Dabei hoben sich besonders die Nationalspieler Waldemar Pappusch und Klaus Hebler hervor. Auf der anderen Seite zeigten sich die Dynamostürmer überraschend schwach, waren zu unbeweglich und versagten bei ihren Torschüssen. Die Abwehrspieler wurden zunehmend nervöser, der 37-jährige Dynamo-Torwart Horst Groß hatte einen schwachen Tag und ließ mehrere haltbare Schüsse passieren. (Neues Deutschland, 10. August 1959, S. 4)
- ASK Vorwärts: Gerhard Schulze (Tor) – Herbert Liedtke, Ettrichrätz, Reinhold Glandien, Manfred Krost, Waldemar Pappusch (5), Gerhard Schmiele (1), Klaus Hebler (5), Klaus Müller, Schedlbauer, Hans Haberhauffe (6)
- SC Dynamo: Horst Groß (Tor) – Heinz Greye, Rudolf Kosche (1), Klaus Petzold, Günther Köhler, Walter Kulawig (1), Heinz Diedering (3), Rudolf Hirsch (1), Otto Naumann (4), Klaus-Dieter Matz (2), Dieter Mannewitz (1)

## Frauen

### Hallen-Meisterschaft (Frauen)
In der verkürzten Hallensaison 1958/59, deren fünf Punktspielrunden am 13. Dezember 1958 begannen und am 24. Februar 1959 endeten, bewarben sich zwölf Mannschaften, auf zwei Staffeln verteilt, um den Meistertitel. Als Neulinge traten die Betriebssportgemeinschaften Berliner VB und Post Halberstadt an, Titelverteidiger war der SC Fortschritt Weißenfels.

#### Abschluss-Tabellen
| Pl.                                             | Mannschaft                  | Tore  | Punkte |
| 1.                                              | SC Rotation Berlin          | 29:19 | 9:1    |
| 2.                                              | BSG Lokomotive Rangsdorf    | 44:26 | 9:1    |
| 3.                                              | SC Lokomotive Leipzig       | 35:24 | 6:4    |
| 4.                                              | BSG Berliner VB (N)         | 26:35 | 4:6    |
| 5.                                              | BSG Motor Rostock           | 36:38 | 2:8    |
| 6.                                              | BSG Fortschritt Cottbus (A) | 26:54 | 2:10   |
| um Platz 1: Rotation Berlin – Lok Rangsdorf 8:6 |                             |       |        |

| Pl. | Mannschaft                    | Tore  | Punkte |
| 1.  | SC Fortschritt Weißenfels (M) | 51:24 | 9:1    |
| 2.  | SC DHfK Leipzig               | 43:37 | 6:4    |
| 3.  | BSG Fortschritt Oberlungwitz  | 35:37 | 5:5    |
| 4.  | BSG Motor Weimar              | 30:33 | 4:6    |
| 5.  | BSG Post Halberstadt (N)      | 28:41 | 3:7    |
| 6.  | BSG Chemie Zeitz (A)          | 27:42 | 3:7    |

#### Endspiel
Als Vorspiel des Finales der Männer wurde das Hallen-Endspiel der Frauen am 28. Februar 1959 in Magdeburg ausgetragen.
| SC Fortschritt Weißenfels – SC Rotation Berlin 10:4 (7:1) |

Die Entscheidung um die Meisterschaft war schon in der ersten Spielhälfte entschieden, nachdem die Weißenfelserinnen einen 6-Tore Vorsprung herausgeworfen hatten. Dabei hatte Berlins nervöse Torhüterin kräftig Schützenhilfe geleistet, als sie bis zum 0:4 drei haltbare Treffer passieren ließ. Aber auch darüber hinaus waren die Fortschritt-Frauen ihren Gegnerinnen in allen Belangen überlegen, wobei sich besonders Martina Maudrich im Tor und die Feldspielerin Inge Schanding hervortaten.
| SC Fortschritt: Martina Maudrich, Meinicke, Inge Schanding, Hildegard Baumert, Inge Jahn, Erika Scholz, Erika Quarg, Leschek, Geppert, Kühn, Brandt SC Rotation: Krause, Jastrow, Ilse Schulz, Schönherr, Monika Parlow, Voss, Ottmann, Hesse, Schneider, Merten |

### Feldhandball-Meisterschaft (Frauen)
Wie im Vorjahr beteiligten sich 16 Mannschaften in zwei Staffeln aufgeteilt an der Feld-Meisterschaft. In den Staffeln traten folgende Mannschaften an:
| Staffel I                     | Staffel II                    |
| SC Einheit Dresden (N)        | SC Rotation Berlin            |
| BSG Motor Nord Erfurt (A)     | BSG Fortschritt Cottbus (N,A) |
| BSG Stahl LES Leipzig (N)     | BSG ZAB Dessau                |
| BSG Chemie Leuna (A)          | BSG Post Halberstadt          |
| BSG Fortschritt Oberlungwitz  | SC Lokomotive Leipzig         |
| SC Fortschritt Weißenfels (M) | BSG Lok Südost Magdeburg (A)  |
| BSG Motor Weimar              | BSG Lokomotive Rangsdorf      |
| BSG Chemie Zeitz              | BSG Motor Wismar              |

Die beiden Staffelsieger Fortschritt Weißenfels und Lok Rangsdorf bestritten das Endspiel, die die jeweiligen zwei Letzen aus Erfurt, Leuna, Cottbus und Magdeburg mussten absteigen.

#### Endspiel
Das Endspiel im Feldhandball der Frauen wurde am 11. Oktober 1959 in Weimar ausgetragen.
| SC Fortschritt Weißenfels – BSG Lokomotive Rangsdorf 8:3 (4:2) |

In der Neuauflage der Endspiele von 1957 und 1958 trafen wieder Fortschritt Weißenfels und Lok Rangsdorf aufeinander, und zum dritten Mal verließen die Fortschritt-Frauen das Feld als Sieger. Die Spielerinnen zeigten sich routiniert und kampfstark, während das der Lok-Spielerinnen zerfahren wirkte und in der Abwehr nicht konsequent genug gedeckt wurde. Zwar konnte Rangsdorf ein zwischenzeitliches 2:2-Unentschieden erreichen, danach lief man nur noch der Führung der Weißenfelserinnen hinterher, die nach und nach bis zu einem 5-Torevorsprung ausgebaut wurde. (Neues Deutschland, 12. Oktober 1959, S. 4)
Tore: Schanding (3), Jahn (3), Quarg (2) für Weißenfels; Scholz, Krüger, Aldermann (je 1) für Rangsdorf

## Erläuterungen
1. ↑  A=Absteiger, M=Meister, N=Neuling